# An der Schmücke
An der Schmücke es una ciudad alemana perteneciente al distrito de Kyffhäuser de Turingia.
La ciudad fue fundada el 1 de enero de 2019, cuando la hasta entonces ciudad de Heldrungen extendió su territorio a los municipios rurales con los cuales formaba desde 1993 la mancomunidad (Verwaltungsgemeinschaft) que da nombre a la actual ciudad: Bretleben, Gorsleben, Hauteroda, Hemleben y Oldisleben. Los municipios de Etzleben y Oberheldrungen, que formaban parte de la mancomunidad, no quisieron integrarse en la nueva ciudad, pero el nuevo ayuntamiento de An der Schmücke sigue realizando funciones de mancomunidad para dichos municipios.
Con una población total acumulada de 6157 habitantes en los seis antiguos municipios a 31 de diciembre de 2017, el municipio abarca las localidades y barrios de Braunsroda, Bretleben, Gorsleben, Hauteroda, Heldrungen, Hemleben, Lundershausen, Oldisleben y Sachsenburg.
Se ubica en el sureste del distrito, junto a la carretera E71, unos 30 km al noreste de Erfurt.